# Calédonien (Schiff, 1882)
Die Calédonien (II) war ein 1882 in Dienst gestelltes Passagierschiff der französischen Reederei Messageries Maritimes, das im Liniendienst von Marseille nach Australien und später Madagaskar eingesetzt wurde. Ab 1914 diente sie der französischen Marine als Hilfskreuzer, bis sie am 30. Juni 1917 nördlich von Port Said in ein von einem deutschen U-Boot gelegtes Minenfeld lief und sank, wobei 51 Menschen ums Leben kamen.

## Das Schiff
Das 4.248 BRT große aus Eisen gebaute Dampfschiff Calédonien wurde auf der Werft Chantiers Navals de La Ciotat in der südfranzösischen Hafenstadt La Ciotat gebaut und lief am 18. Juni 1882 vom Stapel. Das 130,75 Meter lange und 12,57 Meter breite Passagier- und Frachtschiff wurde mit einer dreizylindrigen  Verbunddampfmaschine angetrieben, die 3400 PS leistete und das Schiff auf bis zu 15 Knoten beschleunigen konnte. Die Calédonien hatte eine Tragfähigkeit von 2.450 Tonnen und eine Verdrängung von 6.900 Tonnen. Die Passagierunterkünfte waren für 90 Passagiere der Ersten, 44 Passagiere der Zweiten und 75 Passagiere der Dritten Klasse bemessen. Auf Kurzstrecken konnten zusätzlich bis zu 1.200 zusätzliche Deckpassagiere an Bord genommen werden.
Die Calédonien hatte anfangs einen Schornstein, drei Masten und einen einzelnen Propeller. Sie war das dritte in einer Reihe von sieben baugleichen Schwesterschiffen, die Messageries Maritimes zwischen 1881 und 1884 für den Passagier- und Frachtverkehr von Frankreich nach Australien und Neukaledonien in Dienst stellte. Die anderen waren die Natal (1882), die Melbourne (1882), die Sydney (1883), die Salazie (1883), die Yarra (I) (1884) und die Océanien (I) (1884).
Am 21. Dezember 1882 lief die Calédonien in Marseille zu ihrer Jungfernfahrt nach Australien und Nouméa via Aden, Mauritius und Réunion aus. Ab Oktober 1888 bediente das Schiff eine neue Route und fuhr nun nach Fernost. Während dieser Zeit waren einige prominente Passagiere an Bord: Am 1. April 1891 ging der französische Maler Paul Gauguin in Marseille an Bord des Schiffs, um über Australien nach Tahiti zu reisen und am 21. April 1895 kam der Pianist Camille Saint-Saëns an Bord, um über Australien Saigon zu erreichen. Im selben Jahr wurde der Dampfer grundlegend erneuert. Die bisherige Verbunddampfmaschine wurde durch eine Dreifachexpansions-Dampfmaschine mit einer Leistung von 4.000 PS ersetzt, wodurch sich die Höchstgeschwindigkeit von 15 auf 16,8 Knoten erhöhte. Außerdem wurde ein zweiter Schornstein hinzugefügt und die Decksaufbauten wurden achtern verlängert.
Im Jahr 1900 wurde die Calédonien als Truppentransporter während des Boxeraufstands verwendet. Im Oktober 1901 musste sie vom P&O-Dampfer Himalaya in den Hafen von Marseille geschleppt werden, nachdem ihr Propeller gebrochen war. Von 1901 bis 1914 wurde das Schiff im Linienverkehr nach Madagaskar eingesetzt.

## Versenkung
Nach Kriegsausbruch wurde die Calédonien 1914 von der französischen Marine zum Kriegseinsatz angefordert und diente fortan als Hilfskreuzer. Am 28. Juni 1917 lief die Calédonien in Marseille zu einer weiteren Fahrt  nach Madagaskar aus. Sie fuhr mit dem Truppentransporter Général Gallieni in einem Geleitzug, der von dem französischen Torpedoboot Lansquenet und dem griechischen Zerstörer Thyella eskortiert wurde. An Bord waren 160 Besatzungsmitglieder und 269 Passagiere, darunter 33 Zivilisten. Am 30. Juni um 06.35 Uhr morgens lief das Schiff 30 Seemeilen nördlich von Port Said an der ägyptischen Küste in ein Minenfeld, das am 28. Mai von dem deutschen U-Boot U 34 unter dem Kommando von Oberleutnant zur See Robert Sprenger gelegt worden war.
Das Schiff bog sich, blieb aber schwimmfähig. 25 Minuten nach der ersten Explosion kam es zu einer zweiten Minenberührung. Die Calédonien sank innerhalb von vier Minuten auf der Position 31° 45′ N, 32° 23′ O. 23 Besatzungsmitglieder, darunter der stellvertretende Kapitän und der Zweite Ingenieur, sowie 28 Passagiere, darunter sechs Zivilisten, kamen bei dem Untergang ums Leben. Die Überlebenden wurden von der Lansquenet und der Thyella aufgenommen.